# Fabius Township (comté de Schuyler, Missouri)
Fabius Township est un ancien township, situé dans le comté de Schuyler, dans le Missouri, aux États-Unis,.
Le township est fondé en 1843 et probablement baptisé en référence à la rivière North Fabius.

### Source de la traduction
- (en) Cet article est partiellement ou en totalité issu de l’article de Wikipédia en anglais intitulé « Fabius Township, Schuyler County, Missouri » (voir la liste des auteurs).